# 江川みさお
江川 みさお（えがわ みさお、1921年 - 2014年10月17日）は、日本の画家、イラストレーターである。小説・絵物語等の挿絵、雑誌・貸本漫画等の表紙画で知られる。蕗谷虹児、糸賀君子、佐藤漾子、山本サダらとならび、1960年代以降の日本の少女マンガの意匠の原型に、影響を与えた人物として知られる。元日本出版美術家連盟会員。

## 人物・来歴
1921年（大正10年）、東京府（現在の東京都）に生まれる。挿絵画家・漫画家の木村光久（のちの剪紙作家・木村祥刀）は、義弟（妹の夫）に当たる。
1940年代からのキャリアがあるとされるが、国立国会図書館蔵書にみるかぎりでは、その活動の詳細は不明である。1950年代 - 1960年代に、『少女世界』（少女世界社）、『少女サロン』（偕成社）、『少女ライフ』（新生閣）、『少女クラブ』『なかよし』（講談社）、『少女』（光文社）、『少女の友』（実業之日本社）、『女学生の友』（小学館）、『少女ブック』『りぼん』『週刊マーガレット』『別冊マーガレット』（集英社）、『ひとみ』（秋田書店）といった数々の「少女雑誌」を中心に、小説・絵物語の挿絵を描き、『泉』や『泉別冊』『こけし』『ゆめ』（若木書房）といった雑誌の表紙や、他の漫画家による漫画の扉絵も描いた。円地文子や三井嫩子（三井ふたばこ）、吉屋信子、川端康成、富島健夫、城夏子、大庭さち子、小糸のぶらの書いた「少女小説」の書籍にも、表紙や本文に添えられる挿絵を江川は描いている。
江川の活動期は、「少女雑誌」が「少女マンガ雑誌」に変貌していく前の時代であり、読者である少女たちは、小説を読むたのしみの重要な要素がその挿絵であり、挿絵が膨らむ形で絵物語が生まれ、江川ら挿絵作家は、その時代の表現を支えていた、とされる。1960年代になって、徐々に少女雑誌に少女マンガが増え始めても、江川の少女趣味の色彩は人気があり、若手の漫画家の描く漫画本体の扉部分は、江川が一枚絵を描いた。
江川が50代を迎える1970年代以降の活動は不明である。
2008年（平成20年）7月4日 - 同年9月28日、東京・弥生美術館で行なわれた『乙女のイコン展』で、中原淳一、佐藤清子、辰巳まさ江、松本雅美、藤井千秋、池田かずお、勝山ひろし、藤田ミラノ、内藤ルネらとともに、戦後を代表する乙女イコンの画家たちのひとりとして、江川が取り上げられ、作品が展示された。同年11月、日本の近世以降の浮世絵・版画を含めた挿絵、口絵、装幀画、絵本等の作家1,200人を対象とした大型事典『図説絵本・挿絵大事典』（全3巻）に、江川が1項目をもって取り上げられる。2009年（平成21年）12月17日には、講談社が『懐かしの少女夢ふろく - 昭和30年代少女クラブからの贈りもの』として、江川がかつて挿絵を描いた『少女クラブ』新年特大号（1956年1月）の別冊付録、『少女コゼット物語』（原作ヴィクトル・ユーゴー、文村松千代）が復刻された。
2014年10月17日死去。93歳没。

## 作品
国立国会図書館蔵書を中心とした作品の一覧である。

### 1951年 - 1952年
- 『みやこわすれ』三谷晴美、『少女世界』昭和23年11月号-昭和28年7月号、富国出版社（少女世界社）、1948年11月-1953年7月 - 挿絵（掲載号詳細は不明）
- 『また逢う日まで』『愛の花束』加藤武雄、『願かけ星』三木澄子、『天使の胸に』堀ふゆみ、『母の呼び声』多田裕計、『友情は星のごとく』水島あやめ、『夕空はれて』横山美智子、『涙の母子星』清閑寺健、『少女サロン』昭和25年6月号-昭和30年8月号、偕成社、1950年6月-1955年8月 - 挿絵（掲載号詳細は不明）
- 『クリスマスの手紙』『心花のように』中島光子、『すばらしい忘れ物』三井ふたばこ、『少女ライフ』昭和26年7月号-昭和27年4月号最終号、新生閣、1951年-1952年4月 - 挿絵（掲載号詳細は不明）
- 『母月夜』、円地文子、ポプラ社、1951年 - 絵（著者）
- 『高原の少女』、三井嫩子（三井ふたばこ）、『少女クラブ』第29巻第10号、講談社、1951年9月 - 挿絵（p.74-85.）
- 『少女詩 つくしんぼ』、小野忠孝、『少女クラブ』第30巻第4号、講談社、1952年4月 - 挿絵（p.53.）
- 『少女詩 あたしのかがみ』、小野忠孝、『少女クラブ』第30巻第5号、講談社、1952年5月 - 挿絵（p.65.）
- 『エミ物語』、中野実、『少女』5月号-12月号、光文社、1952年5月-12月 - 挿絵
- 『純情小説 霧の中の少女』、三井ふたば子（三井ふたばこ）、『少女クラブ』第30巻第9号、講談社、1952年8月 - 挿絵（p.286-299.）
- 『少女小説 かわいそうなママ』、中河与一、『少女クラブ』第30巻第11号、講談社、1952年10月 - 挿絵（p.250-261.）
- 『星物語 三っ星の祈り』、北条誠、『少女クラブ』第30巻第11号、講談社、1952年10月 - 挿絵（p.179-186.）

### 1953年
- 『母星子星』、城夏子、ポプラ社、1953年 - 絵（著者）
- 『雪割草』、円地文子、ポプラ社、1953年 - 絵（著者）
- 『少女期』、吉屋信子、ポプラ社、1953年 - 絵（著者）
- 『故郷の空晴れて』、大庭さち子、ポプラ社、1953年 - 表紙画（著者）
- 『少女小説 おみやげ物語』、多田裕計、『少女クラブ』第31巻第1号、講談社、1953年1月 - 挿絵（p.138-149.）
- 『小鳥の手袋』、三木澄子、『少女クラブ』第31巻第2号、講談社、1953年1月 - 挿絵（p.288-299.）
- 『読切小説 ともしびは消えず』、寒川光太郎、『少女クラブ』第31巻第7号、講談社、1953年6月 - 挿絵（p.200-222.）
- 『白けし』、清水恵子、『少女の友』6月号（第46巻第6号）、実業之日本社、1953年6月1日 - 画
- 『春待つ花』、円地文子、『6年の学習』第8巻第4号-第12号連載、学習研究社、1953年7月-1954年3月 - 挿絵
- 『はまべの花火』、三井ふたば子、『少女クラブ』第31巻第9号、講談社、1953年8月 - 挿絵（p.231-233.）
- 『海の子の友情』、松井玲子、『少女クラブ』第31巻第10号、講談社、1953年9月 - 挿絵（p.94-103.）
- 『アンヌのクリスマス』、水上不二、『三年ブック』第3巻第9号、学習研究社、1953年12月 - 挿絵（p.46-49.）

### 1954年
- 『野ばらの歌』、城夏子、ポプラ社、1954年 - 絵（著者）
- 『あらしの白鳩』、西条八十、偕成社、1954年 - 絵（著者）
- 『天使の翼』、西条八十、偕成社、1954年 - 絵（著者）
- 『かえで鳥の歌』、堤千代、『少女クラブ』第32巻第1号-第13号連載、講談社、1954年1月-11月 - 挿絵
- 『北斗星のかなた』、三木澄子、『少女の友』新年号-7月号、実業之日本社、1954年1月1日-7月1日 - 画
- 『夢のみずうみ』、北条誠、『少女ブック』9月号、集英社、1954年9月 - 挿絵
- 『少女小説 友情の小道』、田島準子、『女学生の友』第5巻第6号、小学館、1954年9月 - 挿絵（p.170-178.）
- 『少女小説 友情の小箱』、二反長半、『女学生の友』第5巻第7号、小学館、1954年10月 - 挿絵（p.118-126.）
- 『あかい風車・ふたりの女王・あや子とかず子』、吉屋信子・菊池寛・佐藤紅緑、画勝山ひろし、『少女』11月号別冊付録、光文社、1954年11月1日 - 画
- 『星はゆれるよ』、阿木翁助、『少女』連載、光文社、1954年11月-1955年5月 - 挿絵

### 1955年
- 『母のまぼろし』、北川千代、『少女クラブ』第33巻第2号、講談社、1955年1月 - 挿絵（p.35-42.）
- 『星はわが家に』、原作北條誠、作原準之助、『少女』新年号別冊付録、光文社、1955年1月1日 - 扉・挿絵
- 『一年生の少女童話』、坪田譲治、装幀中尾彰、表紙・挿画佐藤漾子、口絵・挿画川島はるよ、挿画鳥居敏文・渡辺郁子・山本サダ・いわさきちひろ・西原比呂志・大石哲路、金の星社、1955年1月10日 - 挿画
- 『少女小説 貧しさの中に花は咲く』、住井すえ、『女学生の友』第5巻第11号、小学館、1955年2月 - 挿絵（p.206-217.）
- 『花いつの日に』、小糸のぶ、偕成社、1955年 - 絵（著者）
- 『涙の母子鳥』、大林清、偕成社、1955年 - 絵（著者）
- 『親友』、川端康成、装幀山中冬児、1955年3月 - カバー絵・挿絵（著者）
- 『少女小説 秘密のおくり物』、村松千代、『女学生の友』第6巻第1号、小学館、1955年4月 - 挿絵（p.270-281.）
- 『少女小説 野ばら紅ばら』、美川きよ、『少女の友』連載、実業之日本社、1954年 - 画
- 『ニュース・ストーリィ 花はとわに美しく』、篠木嘉男、『女学生の友』第6巻第2号、小学館、1955年5月 - 挿絵（p.246-250.）
- 『母をよぶ鳥』、二反長半、『なかよし』連載、講談社、1955年5月-1956年2月 - 挿絵
- 『少女小説 白鳥で来る人』、園田てる、『女学生の友』第6巻第4号、小学館、1955年7月 - 挿絵（p.100-110.）
- 『愛情のコーラス』、氏原大作、『少女クラブ』第33巻第10号、講談社、1955年8月 - 挿絵（p.218-227.）
- 『少女小説 押し花の思い出』、佐伯千秋、『女学生の友』第6巻第6号、小学館、1955年9月 - 挿絵（p.158-172.）
- 『ニュース・ストーリー 盲学生の願い私たちにも教科書を』、斎藤栄、『女学生の友』第6巻第8号、小学館、1955年11月 - 挿絵（p.200-204.）
- 『少女小説のご本 花の靴・千鳥と共に』、大林清・原準之助、『少女』11月号別冊付録、光文社、1955年11月 - 挿絵

### 1956年
- 『ニュース・ストーリー 雨の日も風の日も』、荒井喜太郎、『女学生の友』第6巻第10号、小学館、1956年1月 - 挿絵（p.106-110.）
- 『少女コゼット物語』、原作ヴィクトル・ユーゴー、文村松千代、『少女クラブ』新年特大号別冊付録（第34巻第1号）、講談社、1956年1月 - 挿絵（2009年復刻）
- 『スター物語 おとめの祈り 左幸子さん』（左幸子）、佐伯千秋、『少女クラブ』第34巻第3号、講談社、1956年2月 - 挿絵（p.82-87.）
- 『少女小説 愛の花束』、北条誠、『女学生の友』第6巻第11号-第7巻第9号連載、小学館、1956年2月-12月 - 挿絵（p.144～155.）
- 『山びこ峠』、宮本旅人、『少女』3月号、光文社、1956年3月 - 挿絵
- 『ひみつの花園』、松村千代、『少女クラブ』3月号別冊付録、講談社、1956年3月 - 挿絵
- 『かなしみの門』、村岡花子、『なかよし』5月号-10月号、講談社、1956年5月-10月 - 挿絵
- 『水色の万年筆』、松村千代、『少女クラブ』第34巻第10号、講談社、1956年8月 - 挿絵（p.179-188.）
- 『折りヅル少女』、淡島鯛三、『少女』夏休みの増刊号、光文社、1956年8月 - 挿絵
- 『花におう丘』、大林清、表紙・口絵相沢光朗、『少女クラブ』10月号別冊付録、講談社、1956年10月 - 挿絵
- 『ノラをたずねて』、船山馨、『少女』秋の増刊号別冊付録『探偵小説 あっ顔がみえた』所収、光文社、1956年10月 - 挿絵
- 『にじのおとめ』、西条八十、『りぼん』連載、集英社、1956年 - 画
- 『ゆめの花びら』、北条誠、『りぼん』連載、集英社、1956年-1957年 - 画

### 1957年 - 1959年
- 『スター小説 白鳥の歌』、結城いづみ、『少女クラブ』第35巻第1号、講談社、1957年1月 - 挿絵（p.101-106.）
- 『からたちの花』、北原節子、『少女クラブ』第35巻第2号、講談社、1957年1月 - 挿絵（p.53-63.）
- 『あの星のかなたに』、白藤茂、表紙勝山ひろし、『少女クラブ』6月号別冊付録、講談社、1957年6月 - 挿絵
- 『久遠の鐘』、大庭さち子、偕成社、1958年 - 表紙画
- 『泉』、若木書房、1958年6月-1965年5月 - 表紙画・扉・装幀
- 『父の名よべば』、安藤はつえ、『なかよし増刊』夏やすみ臨時増刊号、1958年8月 - 画
- 『空にさく花』、三谷晴美、『たのしい四年生』第14巻第4号-第11号連載、講談社、1958年11月 - 挿絵
- 『ねらわれた白鳥』、梶龍雄、『りぼん』11月号-12月号、集英社、1958年11月-12月 - 挿絵
- 『なきぼくろの奈加ちゃん』、宇野信夫、『なかよし』12月号、講談社、1958年12月 - 挿絵
- 『ふとった子』、幸田文、『少女ブック』連載、集英社、1959年
- 『ひみつの花ぞの』、山本藤枝、『たのしい四年生』第14巻第13号-第15号連載、講談社、1959年1月-3月 - 挿絵
- 『泉別冊』、若木書房、1959年4月-1964年10月 - 表紙画・扉・装幀
- 『その火はきえない』、速水龍夫、『なかよし』7月号-11月号、講談社、1959年7月-11月 - 挿絵
- 『こけし』1号-65号、若木書房、1959年7月-1964年11月 - 表紙画

### 1960年 - 1969年
- 『こけし別冊』、若木書房、1960年代 - 表紙画
- 『ゆめ』1月創刊号-6月96号、若木書房、1960年1月-1968年6月 - 表紙画
- 『四季のコーラス』、立松由記夫、『ひとみ』2月号、秋田書店、1960年2月 - 挿絵
- 『友情読み物 バラ子ちゃん』、佐伯千秋、『小学三年生』第15巻第1号-第14号連載、小学館、1960年4月-1961年3月 - 挿絵
- 『長編小説 さぎり峠』、佐伯千秋、『女学生の友』第11巻第7号、小学館、1960年9月 - 挿絵（p.287-309.）
- 『星をあおいで』、大林清、『りぼん』12月号、集英社、1961年12月 - 挿絵
- 『さようなら』、窪田篤人、『週刊マーガレット』連載、集英社、1963年 - 画
- 『さくらの花ちるころ』、柏木ひとみ、『りぼん』4月号、集英社、1963年4月 - 挿絵
- 『湖の記憶』、佐伯千秋、『女学生の友』第15巻第2号、小学館、1964年4月 - 挿絵（p.234-247.）
- 『ジュニア小説 遠い灯・近い灯』、宮崎博史、『女学生の友』第15巻第3号、小学館、1964年5月 - 挿絵（p.342-353.）
- 『ジュニア小説 風は光っている』、日下カオル、『女学生の友』第15巻第4号、小学館、1964年6月 - 挿絵（p.356-370.）
- 『ジュニア小説 海の詩集』、日下カオル、『女学生の友』第15巻第8号、小学館、1964年9月 - 挿絵（p.358-368.）
- 『サフランの花咲けば』、富島健夫、『週刊マーガレット』連載、集英社、1964年 - 画
- 『ジュニア小説 高原からのたより』、岩橋邦枝、『女学生の友』第15巻第9号、小学館、1964年10月 - 挿絵（p.338-351.）
- 『春をまつ丘』、津村節子、『週刊マーガレット』連載、集英社、1965年 - 画
- 『窓辺の白い花』、新城さちこ、『別冊マーガレット』9月号、集英社、1966年9月13日 - 扉絵
- 『赤い屋根の車』、浦野千賀子、『別冊マーガレット』2月号、集英社、1967年1月13日 - 扉絵
- 『花は散った』、木内千鶴子、『別冊マーガレット』4月号、集英社、1967年3月13日 - 扉絵
- 『マリの王子さま』、立原えりか、『りぼん』9月号、集英社、1968年9月 - 挿絵
- 『悲しく美しいお話 さいごの夏雲』、有馬志津子、『小学五年生』第25巻第5号、小学館、1969年8月 - 挿絵（p.225-237.）

### 復刻
- 『懐かしの少女夢ふろく - 昭和30年代少女クラブからの贈りもの』、編集・発行講談社、2009年12月17日 ISBN 4062159570
  - 『少女コゼット物語』、原作ヴィクトル・ユーゴー、文村松千代、『少女クラブ』新年特大号別冊付録（1956年1月）の復刻 - 挿絵（著作）

## 関連事項
- 少女小説
- 少女雑誌
- 木村光久
- 松本かつぢ
- 牧美也子
- 松本零士